# تشاينا موسى
تشاينا موسى (بالإنجليزية: China Moses)‏ هي مغنية وعازفة الجاز أمريكية، ولدت في 9 يناير 1978 في لوس أنجلوس في الولايات المتحدة.

## وصلات خارجية
- الموقع الرسمي
- تشاينا موزيس على موقع IMDb (الإنجليزية)
- تشاينا موزيس على موقع ألو سيني (الفرنسية)
- تشاينا موزيس على موقع ميوزك برينز (الإنجليزية)
- تشاينا موزيس على موقع ديسكوغز (الإنجليزية)